# Sega råttor

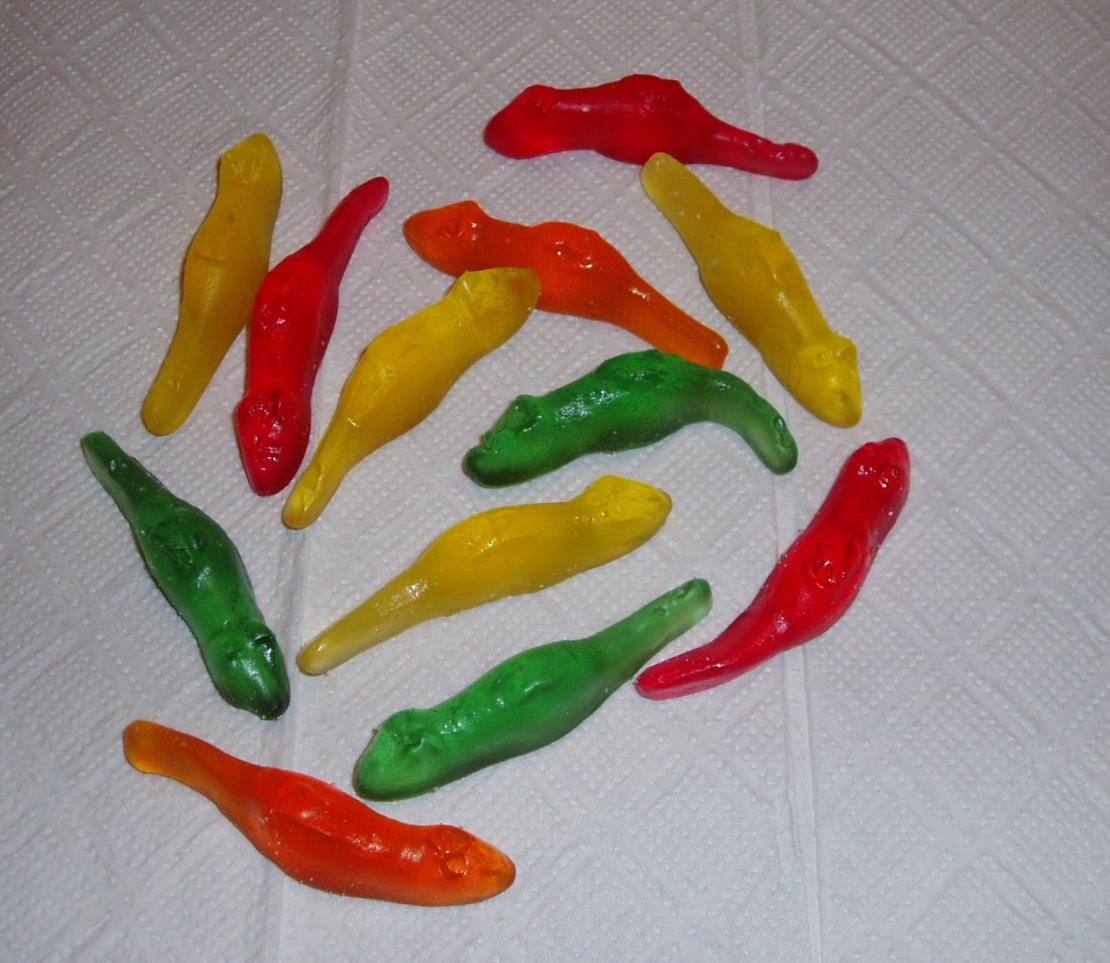
Sega råttor.

Sega råttor (även kallade godisråttor och geléråttor) är en typ av gelé-godis format som råttor med lång, kraftig svans. Sega råttor förekommer som lösgodis, i påse (ibland under namnet gelémöss) och i diverse godisblandningar. Geléråttor innehåller bland annat socker, gelatin och färgämnen.
Sega råttor har sålts sedan början av 1900-talet och förändrats något genom åren, främst storleksmässigt. Nu för tiden finns godisråttan i extra stort format med en styckvikt på 2 kilo, vilken förekommer som exempelvis lotterivinst. Idag går det även att köpa godiset rättvisemärkt.
Sega råttor finns i en mängd olika färger, vanligaste färger är röd, gul, grön, orange och svart. Färgglada sega råttor har fruktsmak medan de svarta har lakritssmak.
"Godisråtta" brukar man skämtsamt benämna personer som har stor aptit för godis.